# Tiarospora
Tiarospora is een geslacht van schimmels uit de familie der Phaeosphaeriaceae (ascomyceten). De typesoort is Tiarospora westendorpii.

## Soorten
Volgens Index Fungorum telt het geslacht drie soorten (peildatum maart 2023):
| Soortnaam               | Auteur(s)       | Publicatiejaar |
| ----------------------- | --------------- | -------------- |
| Tiarospora deschampsiae | Krusch.         | 1959           |
| Tiarospora pirozynskii  | Chleb.          | 2002           |
| Tiarospora westendorpii | Sacc. & Marchal | 1885           |